# سرعوف مميز
سرعوف مميز (الاسم العلمي: Mantis insignis) هو نوع من الحشرات يتبع جنس السرعوف المصلي من فصيلة السراعيف المصلية. تم وصف هذا النوع من الحشرات علمياً لأول مرة من قبل ماكس باير (بالإنجليزية: Max Beier)‏ سنة 1954.

## نطاق الإنتشار
ينتشر هذا النوع من السراعيف في أنغولا وغينيا والكونغو.